# Xiuladora de Wallacea
La xiuladora de Wallacea (Pachycephala arctitorquis) és un ocell de la família dels paquicefàlids (Pachycephalidae).

## Hàbitat i distribució
Habita boscos i manglars de les illes de Romang, Damar, Moa, Sermata i Babar, a les Petites de la Sonda i Tanimbar i Tayandu, a les Moluques meridionals.